# Divisió de Bharatpur

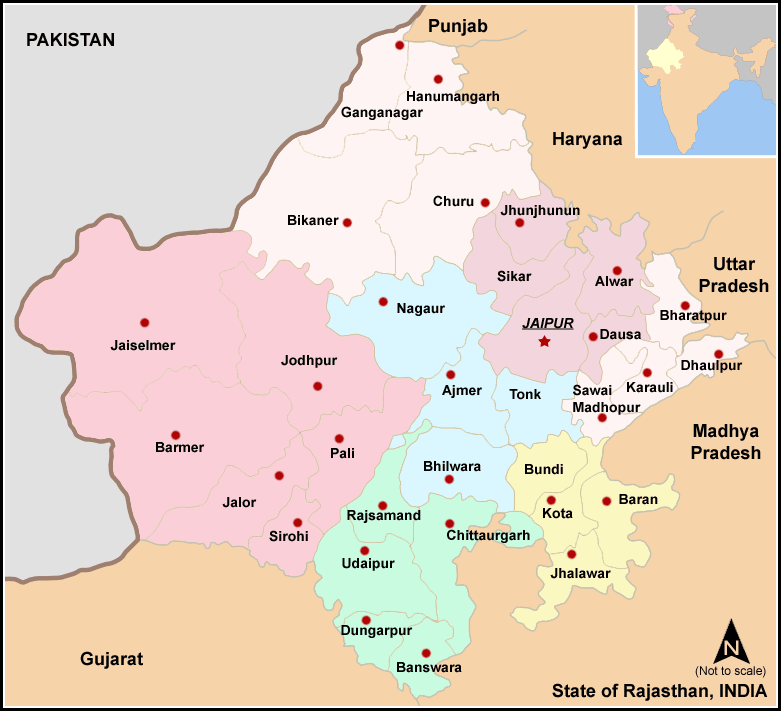
Mapa de les divisions del Rajasthan, la divisió de Bharatpur està en blanc a la dreta de l'observador

La divisió de Bharatpur és una entitat administrativa del Rajasthan, Índia, amb capital a la ciutat de Bharatpur.
Està formada per quatre districtes: 
- Districte de Bharatpur
- Districte de Dholpur
- Districte de Karauli
- Districte de Sawai Madhopur

La superfície i població és la suma dels quatre districtes.